# Phalangenritzung von Bu Sands

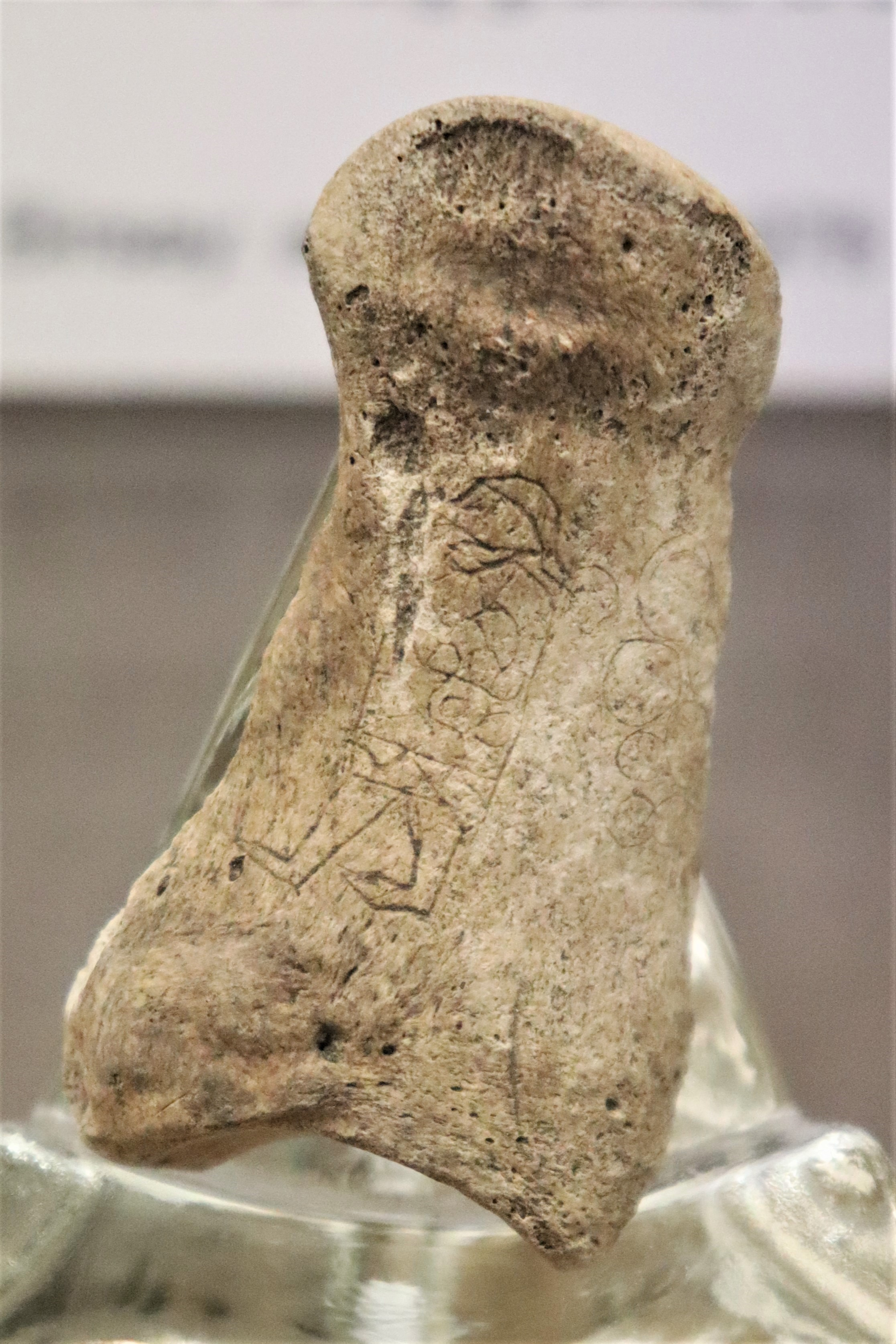
Phalangenritzung von Bu Sands

Die Phalangenritzung von Bu Sands ist eine piktische Figurenritzung, die in den Dünen einer Bucht an der Ostküste der Orkneyinsel Burray in Schottland gefunden wurde. Der Name Bu bezeichnete in der Vergangenheit typischerweise den Ort einer Farm. Sandabbau und andere Aktivität führten zwischen 1987 und 1990 zur Suche nach archäologischen Resten in den Bu Sands. Lesefunde wurden bei einer Reihe von Gelegenheiten gesammelt. Die Funde bestanden aus eisenzeitlicher Keramik, Steinwerkzeugen und Eisenverhüttungsabfall, aber überwiegend aus Tierknochen. 1993 wurden auch menschliche Überreste vermeldet. Das Vorhandensein von mindestens vier Gräbern wurde bestätigt, aber geordnete Grabungen erfolgten nicht. 
Die Bewertung der Funde bestand auch in der Erfassung und Untersuchung der Knochenfunde, um Arten und Körperteile zu identifizieren. Ein Knochenfragment hatte ein unverwechselbares Design auf der Oberfläche. Der geschnitzte Knochen ist die Phalange (der Zehenknochen) eines Ochsen, von dem nur eine Seite erhalten war. Das Stück ist 53 mm hoch und variiert in der Stärke zwischen 19 und 30 mm. Abgesehen von der Oberflächenritzung gibt es keinen Beleg für eine weitere Bearbeitung des Knochens.
Der Hauptteil der Darstellung ist eine 22 mm hohe stehende menschliche Figur. Die Figur trägt eine hemdartige Tunika mit Falten um den Arm und um den Saum. Hinter der Figur erscheint ein Kreismotiv durch eine gerade Linie geteilt. Das Schnitzwerk war mit einem scharfen Schneidwerkzeug ausgeführt. Von den Orkney sind noch drei weitere Funde von Phalangenschnitzereien bekannt.